# María Díaz de Haro
María Díaz de Haro (1270 – Perales, 3 ottobre 1342) fu una nobile castigliana, fondatrice di Portugalete e signora di Biscaglia dal 1288 al 1295 e dal 1310 al 1333.

## Origine
María, secondo il Nobiliario de D. Pedro Conde de Bracelos, era la figlia del Signore di Biscaglia, Lope Díaz III de Haro, e di sua moglie, Juana Alfonso de Molina, figlia di Alfonso di Molina e di Teresa Gonzalves di Lara.

Lope Díaz III de Haro, sempre secondo il Nobiliario de D. Pedro Conde de Bracelos era figlio del Signore di Biscaglia, Diego López III de Haro e della moglie Constanza de Bearne.

Era la pronipote del re Alfonso IX di León.

## Biografia
Durante il regno di Sancho IV, suo padre, Lope Díaz III, Signore di Biscaglia, e la famiglia de Haro, si legò al fratello del re, Giovanni di Castiglia (secondo il Diccionario biográfico español, Real Academia de la Historia il fratello si suo padre, Diego López V d'Haro era l'alfiere del re tra il 1284 e il 1288).
Giovanni, rimasto vedovo di Margherita del Monferrato nel 1286, l'anno dopo, sposò la figlia di Lope, María Díaz de Haro.
Nel 1288 Lope e Giovanni cospirarono contro il re e
l'8 giugno ad Alfaro, suo padre, Lope Díaz III de Haro fu ucciso. Anche Giovanni, era destinato a morire per ordine di suo fratello ma venne risparmiato per intervento della regina Maria di Molina, venendo accusato di complotto e imprigionato; la morte di Lope e la cattura di Giovanni ad Alfaro, ad opera di Sancho IV è riportata nel Chronicon Domini Joannis Emmanuelis (interfecit Rex Dns Sancius Comitem Dnm Lupum, in Alfaro. Et cepit infantem Dnm Joannem germanium proprium).

La signoria di Vizcaya fu ereditata da suo fratello, Diego López IV d'Haro, che essendo giovane la nominò reggente, e alla morte di suo fratello, poco dopo, ereditò il titolo di signora di Biscaglia

### Signora di Biscaglia
Il marito di Maria, Giovanni, che era anche il fratello di Sancho IV e uno degli infanti del Regno di Castiglia, e che era stato imprigionato, grazie all'intercessione della regina, Maria di Molina, venne liberato e portato nella città di Valladolid dove giurò fedeltà al re.

Questo periodo iniziale come reggenti e poi come Signora di Biscaglia durò dal 1288 al 1295.

### La minore età di Ferdinando IV
Il 25 aprile 1295 morì Sancho IV, gli succedette suo figlio, Ferdinando IV (che all'epoca aveva solo dieci anni) e perso marito, Giovanni, vi fu un'altra possibilità
Queste dispute furono dovute al suo sostegno dell'infante Alfonso de la Cerda come re di Castiglia mentre altri ancora sostenevano l'infante Ferdinando. 

Ciò portò ad un lungo periodo di instabilità nel regno e all'interno della corte castigliana. Durante questo periodo, il regno fu governato de facto da Maria di Molina, la madre e reggente del giovane Ferdinando IV. La fragile situazione fu sfruttata dallo zio di Maria, Diego López V d'Haro con l'appoggio di Giacomo II d'Aragona che occupò Biscaglia e rivendicò la signoria per se stesso, togliendolo a Maria e suo marito.
Diego Lopez V non trovò quasi nessuna opposizione alla sua acquisizione iniziale di Biscaglia in gran parte a causa del fatto che il marito di Maria, l'infante Giovanni, anche dopo che era uscito di prigione era in conflitto con la regina madre. Infatti, una volta uscito dal carcere, Giovanni si mise immediatamente al lavoro per riprendere il controllo sulla Biscaglia. Inizialmente non ebbe successo e si unì ad altre parti insoddisfatte del regno per combattere contro la regina reggente, Maria di Molina, e a Diego López V d'Haro.

Per la sua conquista di Biscaglia, Diego Lopez V è stato soprannominato "l'invadente".
Nel 1301, Ferdinando IV raggiunse la maggior età, ma continuò a essere guidato dai reggenti, tra cui il suo prozio, Enrico, alla cui morte nel 1303, Ferdinando IV cominciò a regnare, senza subire l'influenza della madre, per cui Giovanni e María Díaz de Haro, tornarono a richiedere la signoria di Biscaglia, come riporta La web de las biografias. 

Il contratto fu acceso e sfociò in una vera e propria guerra civile che terminò con una tregua, la pace di Pancorbo nel giugno del 1306, e che, dopo che Giovanni e Maria avevano ottenuto dal papa un diritto di proprietà legale della Signoria di Biscaglia, la pace venne confermata nel trattato di Valladolid, del marzo 1307, in cui, con l'approvazione di Ferdinando IV, venne sancito un accordo tra Maria de Haro e Diego, che avrebbe mantenuto la signoria di Biscaglia sino alla sua morte, dopodiché, la signoria sarebbe passata a Maria e Giovanni ed ai loro discendenti.
Diego continuò a collaborare con Ferdinando IV, partecipando al seguito del re alla guerra contro i Mori e morì, nel 1310, durante l'assedio di Algeciras; la morte di Diego è riportata nel Chronicon Domini Joannis Emmanuelis (Aera M.CCC. XLVIII obiit Dns Didacus).

### Signora di Biscaglia
Dopo la morte di Diego la nipote Maria ed il marito, Giovanni, ereditarono la signoria di Biscaglia, mentre al figlio, Lope Díaz de Haro andarono Castrojeriz, Orduña e Balmaseda.
María, assieme al marito, Giovanni, rimase nella sua qualità di Signora di Biscaglia e capo della Casa de Haro.
Nel 1312, dopo la morte di Ferdinando IV, l'infante Giovanni, il marito di María, fu nominato tutore di suo figlio, Alfonso XI, e fu reggente con la regina Maria di Molina (nonna di Alfonso XI) e all'infante Pietro di Castiglia.
Maria rimase vedova nel 1319: Giovanni e Pietro nel 1319 decisero di riprendere la guerra contro i Mori e dopo una rapida avanzata, il 25 giugno Pietro morì cadendo da cavallo durante la battaglia di Vega de Granada, mentre Giovanni, secondo il Diccionario biográfico español, Real Academia de la Historia, fu colto da malore alla notizia della morte di Pietro. La loro morte è ricordata anche dal Chronicon Domini Joannis Emmanuelis (obierunt Infantes Dns Joannes et Dns Petrus, in Vega Granatæ).
Durante la sua signoria sulla Biscaglia, le carte che legittimano la fondazione di Bilbao, ad opera di suo zio, Diego López V d'Haro, furono ratificate nel 1310. Maria fondò le città di Portugalete (1322), Lekeitio (1325) e Ondarroa (1327).
Maria venne citata come nipote dalla regina madre, Maria di Molina, nel suo testamento datato 29 giugno 1321 (doña Maria mia sobrina muger que fue del Infante d. Juan).
Nel 1322 fondò il convento domenicano a Valencia de Don Juan, prendendo residenza nel convento di Perales dove si ritirò nello stesso anno, lasciando il titolo a suo figlio, Juan de Haro, come riporta la gran-enciclopedia-catalanas.
Subito dopo l'assassinio del figlio, nel 1326, il re Alfonso XI tentò di acquistare i diritti sulla Signoria di Biscaglia, ma non ebbe successo nei suoi tentativi contro una María che rifiutò di rinunciare ai suoi diritti e dovette rifugiarsi in Navarra, fino al 1331, come riporta il Diccionario biográfico español, Real Academia de la Historia. 
Nel 1334, dopo che Alfonso XI aveva occupato la signoria trasferì i suoi diritti alla nipote, Maria Díaz II de Haro, figlia di suo figlio Juan.

### Morte
María morì il 3 ottobre 1342, molto probabilmente a Perales.

María ha combattuto continuamente per gli interessi di Biscaglia, includendo anche diverse dispute con la corona di Castiglia. È ricordata nella storia come aver contribuito notevolmente allo sviluppo di Biscaglia, guadagnandosi il soprannome di "La buona". Assieme a Maria di Molina, era conosciuta come una delle donne politiche più importanti e compiute del suo tempo.

## Figli
Maria a Giovanni diede tre figli:
- Lope (1288-1295), morto giovane;
- Maria (1292-1299), che secondo la Crónica del rey don Fernando IV, era stata promessa in sposa, all'età di circa tre anni, a Juan Núñez II de Lara[17];
- Juan (1293-2 dicembre 1326)[18].

### Fonti primarie
- (LA)  #ES España sagrada, Volume 2.
- (ES)  #ES Crónica del rey don Fernando IV.
- (PT)  Nobiliario del Conde de Barcelos Don Pedro, Hijo del Rey Don Dionisio, Reyes de Portugal.
- (ES)  #ES Pruebas de la historia de la Casa de Lara.

### Letteratura storiografica
- Carlos Estepa Díez, Doña Juana Núñez y el señorío de los Lara in 'Revue interdisciplinaire d’études hispaniques médiévales', París, SEMH-Sorbonne, 2006.

- Gonzalo Argote de Molina e Gonzalo Argote de Molina, Nobleza del Andaluzia, a cura di Fernando Díaz, 1ª ed., Sevilla, 1588.

- Gonzalo Argote de Molina, Nobleza del Andaluzia, a cura di Fernando Díaz, 1ª ed., Sevilla, 1588.

- Ghislain Baury, Diego López ‘le bon’ et Diego López ‘le mauvais’: comment s’est construite la mémoire d’un magnat du règne d’Alphonse VIII de Castille, in Berceo, n. 144, 2003,  pp. 37-92, ISSN 0210-8550 (WC · ACNP).
- Ghislain Baury, Los ricoshombres y el rey en Castilla: El linaje Haro, 1076-1322, in Territorio, Sociedad, y Poder: Revista de Estudios Medievales (Universidad de Oviedo), n. 6, 2011,  pp. 53-72, ISSN 1886-1121 (WC · ACNP).
- Carlos Estepa Díez, Doña Juana Núñez y el señorío de los Lara, in Revue interdisciplinaire d’études hispaniques médiévales, París, SEMH-Sorbonne, 2006.
- Julián Lucas de la Fuente, Don Diego López de Haro V: noticias sobre su testamento y otros documentos inéditos, in Estudios vizcaínos: revista del Centro de Estudios Históricos de Vizcaya, n. 7-8, 1973,  pp. 285-303, ISSN 9951-4001 (WC · ACNP).
- Julián Lucas de la Fuente, D. Diego López de Haro V: magnate de Castilla, señor de Vizcaya y fundador de Bilbao, Bilbao, Caja de Ahorros Vizcaína: Biblioteca de historia del pueblo vasco, 4, 1986, ISBN 84-505-3547-6.
- Luis de Salazar y Castro e Dalmiro de la Válgoma y Díaz-Varela, Historia genealógica de la Casa de Haro (Señores de Llodio, Mendoza, Orozco y Ayala), Madrid, Real Academia de la Historia, 1959, OCLC 1399799.